# 10057 Л'Обель
10057 Л'Обель (10057 L'Obel) — астероїд головного поясу, відкритий 11 лютого 1988 року.
Тіссеранів параметр щодо Юпітера — 3,528.